# Nationalgalerie von Namibia

Gebäude der Namibischen Nationalgalerie

Uli Aschenborn mit einem seiner veränderlichen Bilder – Mädchen-Elefant (Kinetische Kunst)

Die Nationalgalerie von Namibia (englisch National Art Gallery of Namibia) ist die staatliche Kunst- und Kultureinrichtung in Windhoek, Namibia. Die Nationalgalerie fördert die Erhaltung und Pflege von Kunst in Namibia. Derzeitiger Direktor (Stand Januar 2018) ist Hercules Viljoen. Zwischen 2005 und 2011 war dies Joe Madisia.
Die Nationalgalerie enthält auch eine international respektierte permanente Ausstellung namibischer, afrikanischer und europäischer Kunst, sowie Ausstellungen lokaler Künstler, beispielsweise Uli Aschenborn (s. links). Sie gliedert sich in drei Bereiche:
- NAGN-Ausstellung: Sammelstücke der Kunstgalerie seit 2005
- GRN-Ausstellung: Kunstwerke der Regierung von Namibia, die im Jahr 2000 an die NAGN übergingen
- AAHT-Ausstellung: Kunstwerke des Arts Association Heritage Trust die 2003 an die NAGN übergingen